# Rydsgårds station
Rydsgårds station vid Malmö–Ystads Järnväg anlades 1874 vid bron över Skivarpsån på gränsen mellan Villie och Örsjö socknar. Stationen uppkallades efter Rydsgårds gods, 5 km norrut. Stationssamhället Rydsgård uppstod därefter.
1895–1973 var Rydsgård också ändstation på Trelleborg–Rydsgårds Järnväg via Skivarp, vars persontrafik upphörde 1956. Godsspåret till Skivarp trafikerades till 1970. Formellt beslut om nedläggning fattades 1973. Spåret från Rydsgård till Skivarps sockerbruk revs 1974.
Godshanteringen på Rydsgårds station upphörde 1987. Stationshuset revs 1989. Rydsgårds station fungerar nu som en mötesstation (med på- och avstigande passagerare) på den enkelspåriga banan Lockarp–Ystad.
Busstrafiken från Rydsgårds station begränsas idag (2025) till en anropsstyrd linje med tre avgångar per vardag till Skivarp via Katslösa.